# Monchhichi (Kiki)
Pour les articles homonymes, voir Kiki.
Monchhichi, longtemps connu sous le nom Kiki en France, est une peluche de plusieurs tailles représentant une petite poupée à l’apparence d’un petit singe avec une tête ronde et dure, une tétine à la main, et qui connut un succès international dans les années 1980. Aujourd'hui, elle est commercialisée dans de nombreux pays (particulièrement en Asie et en Europe).
Parmi les produits dérivés, Monchhichi est le héros d'une série animée intitulée La Tribu Monchhichi, réalisée par Technicolor Animation Productions et diffusée sur TF1.

## Histoire
Monchhichi (モンチッチ, Monchicchi, prononcé « Montchit'tchi ») est d'origine japonaise. Il a été créé par Yoshiaru Washino, concepteur indépendant qui a conçu ce petit singe pour Kōichi Sekiguchi (関口 晃市, Sekiguchi Kōichi) le 26 janvier 1974 à Tokyo pour son entreprise, la société Sekiguchi, grand fabricant de poupées dans son pays.
Kōichi Sekiguchi aurait souhaité que cette peluche inculque le respect et l'amour aux jeunes enfants.
Fort de sa popularité grandissante, l'internationalisation débuta dès 1975 en coproduction avec Mattel, en Allemagne et en Autriche. C'est trois ans plus tard, en 1978, que la peluche est commercialisée en France ainsi qu'aux États-Unis d'Amérique, où elle connaît un succès important. Rapidement, c'est dans toute l'Europe qu'elle sera distribuée. Monchhichi garde son nom dans le monde entier, à l'exception de la France où il sera nommé Kiki, au Danemark sous le nom de Bølle, en Italie sous le nom de Moncicci, mais aussi du Royaume-Uni où il est renommé Chicaboo.
Les Kiki sont distribués en France sous la marque Ajena (du groupe Nounours), l'une des plus grandes sociétés productrices de peluches en France. Ajena fabrique ce petit singe avec les normes française dans son usine de Luché-Pringé dans la Sarthe, de la fin des années 1970 jusqu'aux années 1990.
Pour lui donner un nom français et le différencier de ses congénères d’autres pays, la société Ajena acquiert la marque Kiki en 1978. À l'origine, la marque Kiki avait été déposée à l’INPI le 29 octobre 1968 par Claude Ehrlich, également propriétaire de la marque Alfa Paris. Celui-ci renouvelle la marque Kiki le 12 octobre 1978 auprès de l’INPI et la transmet à la société Ajena qui l’exploite alors pour le petit singe d'origine japonaise.
Les premiers Kiki avaient les yeux bleus, des taches de rousseur, le nez noir ou marron foncé et avaient dans la main droite une tétine ou une sucette. Ils mesuraient 19 cm, 18 ou 20 pour certains catalogues, et étaient vendus un peu moins de 30 francs, soit environ 13 € au 27 mars 2019. L’étiquette en tissus blanc cousue au bas de leur dos, juste au-dessus de leur queue, ne faisait pas mention de Sekiguchi. Elle était ainsi rédigée : Kiki® Made in France au recto et Normes françaises de sécurité garanties par Ajena au verso. Leurs visages étaient peints à la main et de petites différences pouvaient apparaître dans le tracé des yeux, des tâches de rousseur ou celui des pommettes, créant de ce fait une « personnalité » propre à chaque Kiki. Parmi les maquilleuses des Kikis figuraient des détenues du Centre pénitentiaire pour femmes de Rennes,
Au catalogue de Noël 1980 d'Euromarché, le Kiki est présenté comme « un drôle d’ami tout petit – 19 cm – peluche, tête, pieds et mains en vinyle – Ajena ». Très vite une douzaine de tenues, vendues séparément dans des petites boîtes en carton blanc, sont proposées en magasin ainsi que du mobilier, une tente et un sac de couchage composant le petit monde de Kiki. Le catalogue 1980-1981 d’Ajena propose quant à lui, en plus du Kiki classique de 19 cm, un drôle d’ami tout petit, un grand Kiki de 45 cm, un drôle d’ami qui a grandi. Ce grand Kiki porte un bandana rouge autour du cou et suce le pouce de sa main droite. Une garde robe a été spécialement conçue pour lui. Kiki est alors vendu dans une boîte carton blanc illustré de dessins avec fenêtre fermée d'une fine feuille de plastique transparent. Dans ce catalogue on trouve également des Kikikit, des petits outils de bricolage présentés comme nouveautés.
En 1981, la gamme continue de se développer. Les prix augmentent sensiblement et sont très variables d’une enseigne à l’autre. On peut alors acheter Kiki dans des coffrets divers. Par exemple, dans le coffret Kiki star vendu de 125 à 140 francs (soit de 48 à 54 € au 27 mars 2019) on trouve un Kiki, une tenue de star, des accessoires et le disque de la chanson de Kiki. Cette année-là, un Petit Kiki arrive sur le marché : il mesure 14 cm et est vendu 43,50 Francs (soit 17 €) alors que son frère de 19 cm est vendu 54,50 Francs (21 €) et celui de 45 cm 195 Francs (75 €). À partir de 1982, Petit Kiki a aussi son petit monde. La famille Kiki s’agrandit à nouveau au catalogue 1981-1982 d’Ajena avec Kiki géant qui mesure 75 cm (80 cm pour d’autres catalogues). Une tirelire et une lampe de chevet complètent la collection.
Pour Noël 1981, Kiki junior, qui indique sur sa boîte en carton être un « vrai Kiki », rejoint la famille. Il mesure 28 cm. Comme son frère de 45 cm, il suce le pouce de sa main droite.
En 1983, la marque Coqueval propose des dînettes en plastique à l’effigie du désormais célèbre petit singe. À Noël 1983, la famille s’agrandit encore. Kiki a retrouvé son papi et sa mamie qui ont un pelage de couleur marron clair légèrement blanchi comme il se doit. Ils ont les yeux plissés, ce qui fait qu'on ne voit plus la couleur de leurs iris. Papi arbore une moustache fournie assortie au pelage (ainsi qu'une pipe dans sa main droite que l'on peut coincer dans sa bouche à l'instar de la tétine ou du pouce pour les kikis plus jeunes), tandis que mamie a le crâne surmonté d'un chignon également assorti. Les deux sont alors vendus habillés en boîtes carton à fenêtre, séparément 125 Franc pièce, soit 39 €.
En 1984 la gamme s’étoffe encore avec la série des cousins de Kiki, de drôles de petits animaux en peluche au visage en vinyle, des jeux de société de toutes sortes, des livres, des sweats et t-shirts en taille enfant. La garde-robe des Kikis est elle aussi plus complète.
À partir de 1985, Kiki se fait plus discret. On le rencontre moins souvent dans les catalogues de jouets.
En 1986, il est accompagné d'un nouveau slogan, le Kiki de tous les Kiki, et de nouveaux congénères au pelage aux tons pastel ou vifs, les Kiki Colori.
Il y eut aussi la série Les Cousins de Kiki, d'autres races d'animaux, comme l'ours, le lapin ou le mouton, conçus sur le même principe que les Kiki.
Le 10 octobre 1988, Ajena renouvelle auprès de l’INPI la marque Kiki. Quelques mois plus tard, en janvier 1989, la société bretonne Nounours rachète la société Ajena. En 1998, la marque Kiki est renouvelée auprès de l’INPI.
Une nouvelle série de Kiki est lancée à la fin des années 1980. C'est alors que leurs yeux prennent la couleur marron que les Monchhichis arborent encore aujourd'hui. Kiki est désormais fabriqué en Chine. Les étiquettes cousues au dos des petits singes indiquent Ajena Made in China au recto, et CE AJena F Luché Pringé – lavable 30 ° – Washable 30° ©1974 Sekiguchi – Kiki ® au verso. Cette série aux yeux marron fut commercialisée durant toutes les années 1990 et 2000, jusqu'en 2010.
En 2004, sortent les Bebichhichi, les bébés, qui viennent compléter la gamme proposée par Sekiguchi. Ils mesurent 13 cm, et ont une tétine autour du cou.
Jusqu’à son rachat par le Groupe César en 2005, la société bretonne Nounours continue de produire Kiki. À partir de cette date, les peluches Kiki ne sont plus distribuées en France. Cependant, depuis 2013, Bandai commercialise les peluches Monchhichi sous leur nom d'origine.

## Succès
Fait à la fois de matières plastiques pour le visage et de fourrure synthétique pour le reste du corps, le succès du petit singe repose notamment sur le fait qu'il peut être habillé. Plusieurs versions sortiront, avec différents accessoires et costumes. Un élément relevable est la possibilité de lui mettre sa tétine dans la bouche tel un enfant.
En 1980, il est le protagoniste de la série d'animé Futago no Monchhichi (ふた子のモンチッチ, lit. « Les Jumeaux Monchhichis »), diffusée en France à partir d'avril 1985 sur Canal+, dans l'émission Cabou Cadin, et au Québec à partir du 6 septembre 1986 sur le réseau TVA. En 2003 sortent en France trois DVD de 13 épisodes chacun intitulés Kiki, le Kiki de tous les Kiki.
En 1981, sortent La Chanson de Kiki, avec des paroles d'Yves Dessca, et Kiki le campeur, sur des paroles d'Hervé Chadenat, les deux chansons ayant une musique composée par Jean-Pierre Bourtayre. Plusieurs disques vinyles ont été commercialisés.
En 2001 est diffusée la série intitulée Kiki, le Kiki de tous les Kiki.
En octobre 2017, la série d'animation La Tribu Monchhichi fait son apparition sur Tfou.
Avec pas moins de 1200 modèles différents commercialisés depuis sa création, le jouet est aussi devenu un objet de collection.
Aujourd'hui encore, des communautés de collectionneurs font vivre la peluche Kiki et les collections anciennes de produits dérivés, à travers des blogs, des communautés Facebook et une boutique en ligne.

Kiki/Monchhichi dans le monde
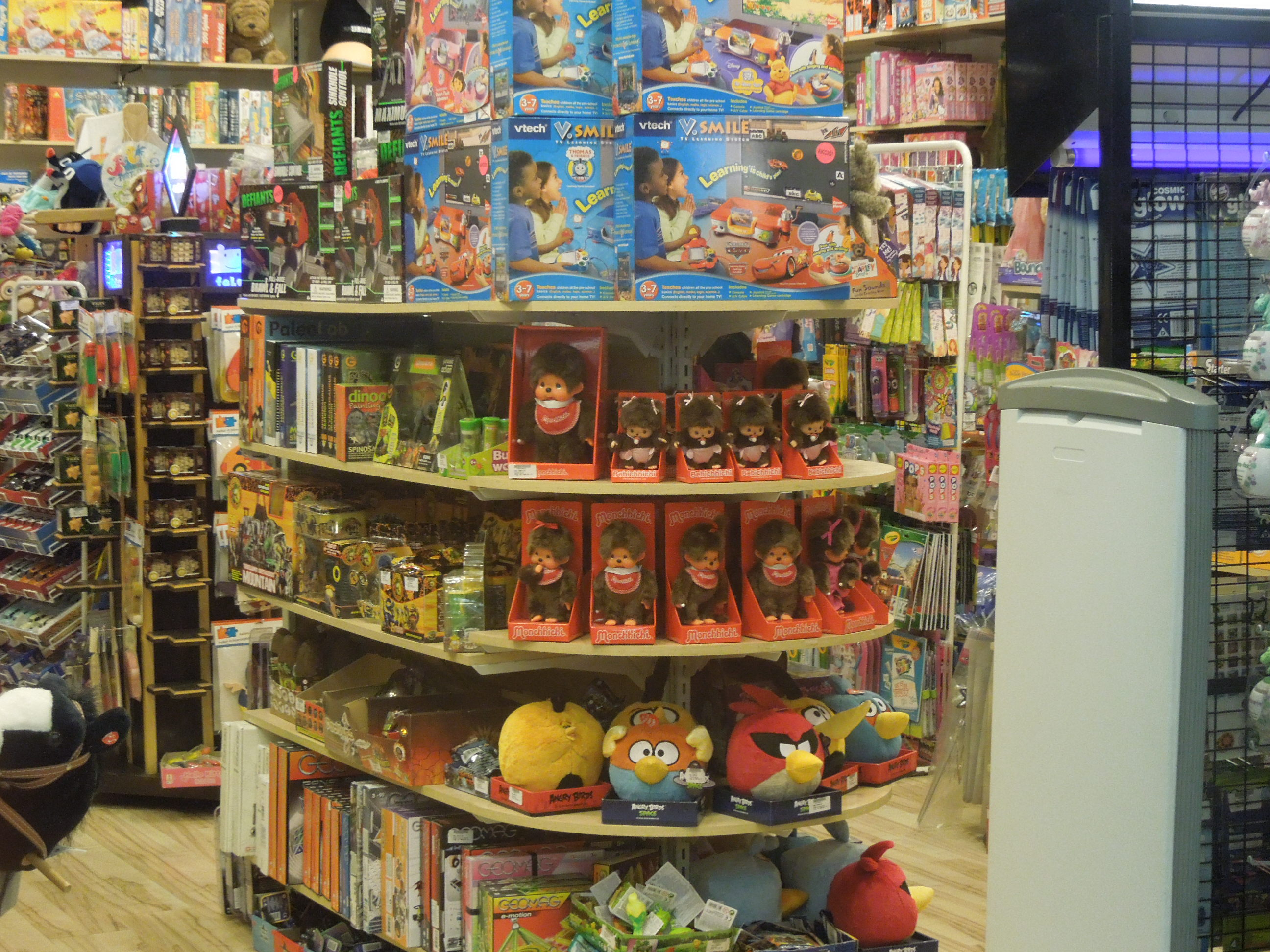
Des Kiki (Moncsicsi en hongrois) dans un magasin de jouets à Budapest.

## Livres
- Kiki pirate et ses Amis. Paris : G.P. Rouge et or, 1982. (Livre tout-carton)
- Le Grand Album de Kiki. Paris : G.P. Rouge et or, 02/1984. (Livre-jeux)

Série Kiki numérotée
1. Kiki et la papillon magique / texte de Hervé Chadenat et Lucy Pardo ; ill. de Nick Craig. Paris : G.P., 1982, 26 p.  (ISBN 2-261-01097-4)
2. Kiki et l'univers des Kiki verts / texte de Hervé Chadenat et Lucy Pardo ; ill. de Nick Craig. Paris : G.P., 1982, 26 p.  (ISBN 2-261-01098-2)
3. Kiki et l'Île fantôme / texte de Hervé Chadenat et Lucy Pardo ; ill. de Nick Craig. Paris : G.P., 1983, 26 p.  (ISBN 2-261-01159-8)
4. Kiki pompier et Victor le volcan / texte de Hervé Chadenat et Lucy Pardo ; ill. de Nick Craig. Paris : G.P., 1982, 26 p.  (ISBN 2-261-01167-9)
5. Kiki et le secret des Indiens / texte de Hervé Chadenat et Lucy Pardo ; ill. de Nick Craig. Paris : G.P., 1983, 26 p.  (ISBN 2-261-01253-5)
6. Kiki et l'ordinateur en vacances / texte de Hervé Chadenat et Lucy Pardo ; ill. de Nick Craig. Paris : G.P., 1983, 26 p.  (ISBN 2-261-01254-3)
7. Super kiki / texte de Hervé Chadenat et Lucy Pardo ; ill. de Nick Craig. Paris : G.P., 1983, 26 p. (ISBN 2-261-01327-3) édité erroné (BNF 34744524)
8. Kiki et les internationaux des animaux / texte de Hervé Chadenat et Lucy Pardo ; ill. de Nick Craig. Paris : G.P., 1983, 26 p.  (ISBN 2-261-01328-0)

Série Bébé pélican
1. Kiki et le papillon jaune / texte de Hervé Chadenat et Lucy Pardo ; ill. de Nick Craig. Paris : GP, 1985, 16 p.  (ISBN 2-261-01490-2)
2. Kiki et les kikis verts / texte de Hervé Chadenat et Lucy Pardo ; ill. de Nick Craig. Paris : GP, 1985, 16 p.  (ISBN 2-261-01491-0)

Série La Tribu Monchhichi (PKJ)
1. La Chasse au trésor. Paris : Pocket jeunesse, n° 3130, 03/2018, 44 p.  (ISBN 978-2-266-28576-6)
2. Drôle de farces. Paris : Pocket jeunesse, n° 3131, 03/2018, 44 p.  (ISBN 978-2-266-28577-3)
3. Gare aux lézards. Paris : Pocket jeunesse, n° 3132, 03/2018, 44 p.  (ISBN 978-2-266-28578-0)
4. Il faut sauver Bella ! / adaptation Pascaline Fernandez. Paris : Pocket jeunesse, n° 3133, 05/2018, 44 p.  (ISBN 978-2-266-28684-8)
5. Trop bonne, la galette ! / adaptation Pascaline Fernandez. Paris : Pocket jeunesse, n° 3134, 05/2018, 44 p.  (ISBN 978-2-266-28685-5)
6. Le grand malheur de Pollinia / adaptation Pascaline Fernandez. Paris : Pocket jeunesse n° 3135, 08/2018, 44 p.  (ISBN 978-2-266-28804-0)
7. Monchhinelle d'amour / adaptation Pascaline Fernandez. Paris : Pocket jeunesse n° 3136, 10/2018, 44 p.  (ISBN 978-2-266-28805-7)

Série La Tribu Monchhichi (Livres du Dragon d'or)
- La fête de l'amitié / adaptation Nathalie Lescaille Moulènes. Paris : Livres du Dragon d'or, 03/2018, 28 p.  (ISBN 978-2-8212-0906-0)
- Les trois font la paire / adaptation Nathalie Lescaille Moulènes. Paris : Livres du Dragon d'or, 03/2018, 28 p.  (ISBN 978-2-8212-0907-7)
- L'exploit de Saule / adaptation Nathalie Lescaille Moulènes. Paris : Livres du Dragon d'or, 05/2018, 32 p.  (ISBN 978-2-8212-0950-3)
- Jamais sans Artus / adaptation Nathalie Lescaille Moulènes. Paris : Livres du Dragon d'or, 05/2018, 28 p.  (ISBN 978-2-8212-0933-6)
- Un spectacle magique / adaptation Nathalie Lescaille Moulènes. Paris : Livres du Dragon d'or, 08/2018, 30 p.  (ISBN 978-2-8212-0977-0)
- Le grand concert / adaptation Nathalie Lescaille Moulènes. Paris : Livres du Dragon d'or, 08/2018, 32 p.  (ISBN 978-2-8212-0976-3)
- Un amour de monchhinelle / adaptation Nathalie Lescaille Moulènes. Paris : Livres du Dragon d'or, 08/2018, 28 p.  (ISBN 978-2-8212-0975-6)

Activités
- Monchhichi : mon livre d'activités. Paris : Livres du Dragon d'or, 03/2018, 22 p.  (ISBN 978-2-8212-0908-4)
- Monchhichi : mes coloriages. Paris : Livres du Dragon d'or, 03/2018, 48 p.  (ISBN 978-2-8212-0909-1). Rééd. Livres du Dragon d'or, 02/2019, 48 p.  (ISBN 978-2-8212-1019-6)
- Monchhichi : mon livre de stickers. Paris : Livres du Dragon d'or, 05/2018, 48 p.  (ISBN 978-2-8212-0951-0)
- Monchhichi : coloriages velours / ill. Alexandre Debrot. Paris : Livres du Dragon d'or, 09/2018, 8 p.  (ISBN 978-2-8212-0978-7)
- Monchhichi : cartes à gratter / ill. Alexandre Debrot. Paris : Livres du Dragon d'or, 09/2018, 10 p.  (ISBN 978-2-8212-0979-4)
- Monchhichi : mes coloriages : Hanae. Paris : Livres du Dragon d'or, 02/2019, 48 p.  (ISBN 978-2-8212-1018-9)

## Inspiration
Le nom Monchhichi a été inspiré du français « Mon petit », prononcé en japonais « Mon puchi » (私のプチ), et du japonais chicchai (チッチャ, « petit » version enfantine) et chūchū (チューチュー, le bruit d'une tétine), mais aussi de l'anglais « monkey » (« singe » en français).
Le rappeur américain Pharoahe Monch a choisi son nom de scène selon son surnom du lycée, où à la suite d'une coupe de cheveux ratée il avait été surnommé « Monchhichi » puis « Monch ».